# Сражение при Компьене (715)
Сражение при Компьене (битва в Куизском лесу; фр. bataille de Compiègne) — состоявшееся 26 сентября 715 года вблизи Компьеня сражение, в котором войско нейстрийцев под командованием Рагенфреда нанесло поражение войску австразийцев во главе с Теодоальдом. Первое сражение Третьей гражданской войны во Франкском государстве 714—719 годов.

## Исторические источники
О сражении при Компьене сообщается в целом ряде средневековых исторических источников. Наиболее подробные свидетельства содержатся во франкских анналах, таких как «Книга истории франков», хроника Продолжателей Фредегара и «Ранние Мецские анналы».

## Предыстория
После смерти 16 декабря 714 года майордома Пипина Геристальского между представителями различных группировок франкской знати началась борьба за власть. Перед смертью Пипин повелел передать должность майордома всего Франкского государства шестилетнему Теодоальду, сыну Гримоальда Младшего и своему внуку, который в первые годы своего правления должен был находиться под опекой своей бабки Плектруды. В свою очередь знать Нейстрии и Бургундии выдвинула на должность майордомом выходца из Анже Рагенфреда, кандидатура которого была поддержана и королём Дагобертом III.
Уже вскоре после смерти Пипина Геристальского между сторонниками Теодоальда и Рагенфреда начались вооружённые столкновения, в том же году переросшие в полномасштабную войну, известную как Третья гражданская война во Франкском государстве.
Кроме поддержки нейстрийцев и бургундцев, Рагенфреду удалось заручиться помощью и правителя фризов Радбода, долгое время бывшего врагом Пипина Геристальского. Вероятно, одним из условий союзного договора между Рагенфредом и Радбодом было возвращение фризам всех земель (включая Утрехт), завоёванных майордомом Пипином после сражения при Дорестаде. Заключил Рагенфред также союз и с саксами.

## Сражение
В 715 году оба претендента на должность майордома Франкского государства — Теодоальд и Рагенфред — собрали войска и приступили к активным военным действиям. Встреча двух армий произошла 26 сентября вблизи королевской виллы Компьень, в лесу (между современными Сен-Жан-де-Буа и Кюиз-ла-Мотт). Победа в произошедшем между войсками Теодоальда и Рагенфреда кровопролитном сражении досталась нейстрийцам.
Прямо на поле боя Рагенфред был провозглашён войском майордомом всего Франкского государства, и впоследствии утверждён в этой должности Дагобертом III. Потерпевший поражение Теодоальд вместе с немногими приближёнными бежал с поля боя и укрылся в Кёльне, где находилась Плектруда. В окрестности этого города отступили и остатки австразийского войска.

## Последствия
После поражения при Компьене Плектруда и Теодоальд вступили в переговоры с Рагенфредом, намереваясь заключить с ним соглашение о разделе власти над Франкским государством. Таким образом, австразийская знать, не намеревавшаяся соглашаться с ущемлением своего первенствующего положения среди других франков, которого она достигла при Пипине Герстальском, осталась без лидера. Этим воспользовался Карл Мартелл, сын умершего майордома и конкубины Альпаиды. Заключённый после смерти отца по повелению Плектруды под стражу в Кёльне, он сумел бежать из заключения, заручился поддержкой австразийцев и принял командование над остатками войска Теодоальда.
В 716 году Рагенфред, повторно назначенным майордомом новым королём франков Хильпериком II, и Радбод сами вторглись в Австразию и дошли до Кёльна. Хотя в своём первом сражении с ними Карл Мартелл и потерпел поражение, затем он нанёс нейстрийцам и их союзникам несколько тяжёлых поражений — на реке Амблев, при Венси и при Суасоне. Третья гражданская война во Франкском государстве завершилась в 719 году полной победой Карла Мартелла.

## Комментарии
1. ↑  Ян Вуд, считая Теодоальда сыном Гримоальда Младшего и Теодезинды и, таким образом, внуком Радбода, предположил, что первоначально король фризов был союзником австразийцев и даже сражался против нейстрийцев при Компьене. Он датирует заключение соглашения между Радбодом и Рагенфредов более поздним временем, считая его итогом угрозы, возникшей для Фризии после получения Карлом Мартеллом власти над Австразией[9]. Однако это предположение ошибочно, так как матерью Теодоальда была неизвестная по имени конкубина[5][10].
2. ↑  В средневековых источниках упоминается под названием Куизский лес (фр. Foret de Cuise)[2][4].